# Gemertseweg
De Gemertseweg is een weg/straat in Bakel in de gemeente Gemert-Bakel, Noord-Brabant. Aan deze weg, een onderdeel van de N604, zijn diverse monumenten en beeldbepalende panden terug te vinden.

## Monumenten
- Gemertseweg 2: (Parochiehuis, bouwperiode: circa 1940)
- Gemertseweg 7: (villa, bouwperiode: circa 1935)
- Gemertseweg 11: (woonhuis, bouwperiode: circa 1920)
- Gemertseweg 17:
- Gemertseweg 19: (woonhuis, bouwperiode: circa 1920)
- Gemertseweg 23: (woonhuis)